# Novînî, Mlîniv
Novînî (în ucraineană Новини) este un sat în comuna Puhacivka din raionul Mlîniv, regiunea Rivne, Ucraina.

## Demografie
Componența lingvistică a localității Novînî
     Ucraineană (100%)
Conform recensământului din 2001, toată populația localității Novînî era vorbitoare de ucraineană (100%).